# 唐櫃南インターチェンジ
唐櫃南インターチェンジ（からとみなみインターチェンジ）は、兵庫県神戸市北区の六甲有料道路のインターチェンジ。阪神高速道路7号北神戸線と接続している。

## 道路
- 六甲有料道路（兵庫県道95号灘三田線）(03)

## 周辺
- 阪神高速道路7号北神戸線からと西出入口
- 地獄谷（神戸市北区山田）

## 隣
六甲有料道路
六甲山トンネル料金所 - 唐櫃南IC - からと東出入口 - 唐櫃IC